# Антоновский, Илья Антонович
Илья́ Анто́нович Антоно́вский (род. 3 июля 1989, Москва) — российский хоккеист, защитник, тренер .

## Карьера хоккеиста
В 2007 году подписал двусторонний контракт на три года с ХК МВД (Балашиха) (КХЛ), но играл за вновь образованный фарм-клуб ХК МВД-2 (Балашиха) в Первой лиге региона «Запад» чемпионата России. В марте 2008 года был приглашён в сборную команду Центрального федерального округа, составленную из игроков команд Московской области. Стал с командой серебряным призёром финала Первой зимней Спартакиады молодёжи России (Челябинск).

### Молодёжная хоккейная лига
В сезоне 2009/10 был переведён во вновь образованную Молодёжную хоккейную лигу в состав команды «Шериф» (Балашиха).
В октябре 2009 года вошёл в символическую пятёрку недели МХЛ и по результативности входил в расширенный список команды Запад на Кубок Вызова 2010.

### Высшая хоккейная лига
В сезоне 2010/11 дебютировал в реорганизованной Высшей хоккейной лиге (ВХЛ) в составе вновь образованного фарм-клуба «Динамо», располагавшийся в этом сезоне в (Твери). В феврале 2011 был признан лучшим защитником месяца Лиги

В сезоне 2011/12 продолжил играть в составе «Динамо», переехавшего в Балашиху. В ноябре 2011 года был переведён в Континентальную хоккейную лигу.
В сезоне 2012/13 был командирован и успешно игралв фарм-клубе «Южный Урал».
В сезоне 2013/14 был командирован из Автомобилиста    в фарм-клуб  «Спутник» Нижний Тагил ВХЛ.  По ходу сезона был приглашён в «Сарыарку» (Караганда Казахстан). В составе новой команды занял 4-е место в регулярном чемпионате ВХЛ. В плей-офф команда установила рекорд: 12 победных матчей подряд. Антоновский сыграл 16 матчей, набрав 5 очков (1 гол + 4 передачи) с показателем полезности +7. 28 апреля «Сарыарка» выиграла чемпионат ВХЛи
 и стала обладателем Кубка «Братина»

В сезоне 2014/15 Антоновский продолжил играть в «Сарыарке». Был назначен альтернативным капитаном команды. Признан лучшим защитником первой недели 2015 года ВХЛ. Победитель регулярного чемпионата ВХЛ 2014—2015.
Во втором раунде плей-офф стал лауреатом в номинации «лучший защитник». Номинировался на индивидуальный приз лучшему защитнику лиги.
В сезоне 2016/17 со второй половины чемпионата исполнял обязанности капитана.
В сезоне 2017/18 был выбран капитаном команды. В ноябре был признан лучшим защитником недели и месяца, а также стал первым среди ассистентов-защитников и вторым среди бомбардиров-защитников Лиги по окончании регулярного сезона.
В сезоне 2018/19 был обменян в другой казахстанский клуб «Торпедо» Усть-Каменогорск, где продолжил играть также в ранге альтернативного капитана команды.
В сезоне 2019/20 дошёл с основной командой и параллельно с командой фарм-клуба до игр плей-офф в чемпионате ВХЛ и ОЧРК.
В сезоне 2020/21 новым стал ХК «Рязань».

### Континентальная хоккейная лига
В сезоне 2011/12 Антоновский прошёл подготовку в Пинске. Осенью результативно сыграл в фарм-клубе «Динамо». В ноябре 2011 года был переведён в основной состав «Динамо» Москва. Привлекался в зарубежное выездное турне, но заиграть не удалось. 21 декабря 2011 года был обменян в «Спартак» (Москва).  23 декабря дебютировал в КХЛ в победном матче против «Авангарда» Омск. 
В июне 2012 года права на игрока были выкуплены «Металлургом» Магнитогорск.

В сезоне 2012/13 во время локаута в НХЛ Антоновский играл рядом с Малкиным, Гончаром и Кулёминым в «Металлурге». На игры плей-офф за Кубок Гагарина был возвращён из фарм-клуба в расположении основной команды.
В сезоне 2013/14 на предсезонном турнире "Кубок Президента Республики Казахстан" Илья Антоновский выступал в составе Витязь (Подольск).  В регулярном чемпионате выступал за «Автомобилист» Екатеринбург.
В сезоне 2015/16 регулярный чемпионат начал в основном составе «Металлурга» Новокузнецк. По ходу сезона вернулся в «Автомобилист» , в составе которого сыграл на рождественском турнире Кубок Шпенглера.   На игры плей-офф за Кубок Гагарина был в составе команды.

### Международные турниры
В национальную сборную Казахстана привлекался для подготовки к чемпионату мира по хоккею с шайбой первый дивизион (Казахстан Астана 2019).

### Медийная хоккейная лига
В первом сезоне Илья Антоновский играл в статусе "Профи" (не имел права забивать голы) в команде ХК 10, ставшая бронзовым призёром.  
Во втором сезоне Илья Антоновский уже в статусе главного тренера ХК 10 - завоевали Кубок и титул Чемпиона Медийной хоккейной лиги.

## Достижения

### Юношеские
- Пятикратный Чемпион Москвы пять лет подряд среди ДЮСШ в составе «Вастом-89».(2000—2005)
- Обладатель Кубка Якушева А. С. в составе ДЮСШ № 3 и приза «лучший защитник» (Москва 2004).

### Юниорские U18
- Дважды серебряный призёр Чемпионата Москвы и капитан команды «Вастом» (2005/06 и 2006/07).
- Обладатель Приза бомбардир Открытого Чемпионата Москвы среди ДЮСШ (2006), второй бомбардир (2007), являясь защитником.

### Молодёжные U20
- Серебряный призёр финала Первой зимней Спартакиады молодёжи России в составе сборной команды Центр (Челябинск 2008).

### Высшей хоккейной лиги
- Двукратный чемпион Высшей хоккейной лиги России в составе «Сарыарки» (2013/2014 и 2018/2019).
- Дважды обладатель Кубка Братина в сезоне 2013/2014[38] и Кубка Петрова в сезоне 2018/2019 в составе «Сарыарки»[39].
- Победитель регулярного чемпионата ВХЛ в составе «Сарыарки» (2014/15)
- Трижды признавался лучшим защитником месяца ВХЛ в феврале и октябре 2011 года в составе «Динамо» Бшх и в ноябре 2017 года в составе «Сарыарки».
- Трижды признавался лучшим защитником недели ВХЛ в ноябре 2013 в составе «Спутника», в январе 2015 и в ноябре 2017 в составе «Сарыарки».
- Лучший защитник второго раунда плей-офф ВХЛ в составе «Сарыарка» (2014/15)[40]
- Дважды становился первым ассистентом-защитником лиги в плей-офф сезона 2014/15[41] и по итогам регулярного сезона 2017/18.[42]
- Дважды становился вторым бомбардиром-защитником лиги в плей-офф сезона 2014/15[43] и по итогам регулярного сезона 2017/18[44].
- Дважды номинировался на звание лучшего защитника Высшей лиги в составе «Сарыарки» по окончании сезонов 2014/15[45] и 2017/18.

### Континентальной хоккейной лиги
- На предсезонном международном турнире XXI Мемориале И. Х. Ромазана — персональный приз лучшему защитнику матча против Трактора[46] и Приз лучшему защитнику турнира (Магнитогорск 2012).[47]. Объявлен в символическую пятёрку турнира.[48] (Магнитогорск 2012).

## Статистика
|                     |                     |                     | Регулярный сезон | Регулярный сезон | Регулярный сезон | Регулярный сезон | Регулярный сезон | Регулярный сезон | Регулярный сезон | Плей-офф | Плей-офф | Плей-офф | Плей-офф | Плей-офф | Плей-офф | Сумма | Сумма | Сумма | Сумма | Сумма |
| Сезон               | Команда             | Лига                | №                | И                | Г                | П                | О                | +/-              | Ш                | И        | Г        | П        | О        | +/-      | Ш        | И     | Г     | П     | О     | +/-   |
| ------------------- | ------------------- | ------------------- | ---------------- | ---------------- | ---------------- | ---------------- | ---------------- | ---------------- | ---------------- | -------- | -------- | -------- | -------- | -------- | -------- | ----- | ----- | ----- | ----- | ----- |
| 2007/08             | ХК МВД-2 Бшх        | Первая лига         | 44               | 30               | 0                | 4                | 4                | +2               | 28               | 3        | 0        | 0        | 0        | 0        | 0        | 33    | 0     | 4     | 4     | +2    |
| 2008/09             | ХК МВД-2 Бшх        | Первая лига         | 5                | 73               | 8                | 24               | 32               | +5               | 98               | 4        | 0        | 2        | 2        | +4       | 4        | 77    | 8     | 26    | 34    | +9    |
| 2009/10             | Шериф Бшх           | МХЛ                 | 52               | 66               | 5                | 26               | 31               | +5               | 66               | 3        | 2        | 0        | 2        | -3       | 0        | 69    | 7     | 26    | 33    | +2    |
| 2010/11             | Динамо Бшх          | ВХЛ                 | 5                | 52               | 6                | 15               | 21               | +3               | 90               | -        | -        | -        | -        | -        | -        | 52    | 6     | 15    | 21    | +3    |
| 2011/12             | Динамо Бшх          | ВХЛ                 | 5                | 28               | 11               | 7                | 18               | -6               | 20               | -        | -        | -        | -        | -        | -        | 28    | 11    | 7     | 18    | -6    |
| 2011/12             | Динамо Мск          | КХЛ                 | 5                | 0                | 0                | 0                | 0                | 0                | 0                | -        | -        | -        | -        | -        | -        | 0     | 0     | 0     | 0     | 0     |
| 2011/12             | Спартак Мск         | КХЛ                 | 53               | 10               | 0                | 0                | 0                | +1               | 4                | -        | -        | -        | -        | -        | -        | 10    | 0     | 0     | 0     | +1    |
| 2012/13             | Южный Урал          | ВХЛ                 | 44               | 23               | 3                | 9                | 12               | +9               | 14               | -        | -        | -        | -        | -        | -        | 23    | 3     | 9     | 12    | +9    |
| 2012/13             | Металлург Мг        | КХЛ                 | 5                | 10               | 0                | 0                | 0                | +1               | 2                | 0        | 0        | 0        | 0        | 0        | 0        | 10    | 0     | 0     | 0     | +1    |
| 2013/14             | Автомобилист        | КХЛ                 | 5                | 7                | 0                | 0                | 0                | -1               | 0                | -        | -        | -        | -        | -        | -        | 7     | 0     | 0     | 0     | -1    |
| 2013/14             | Спутник             | ВХЛ                 | 57               | 27               | 7                | 8                | 15               | 0                | 18               | -        | -        | -        | -        | -        | -        | 27    | 7     | 8     | 15    | 0     |
| 2013/14             | Сарыарка            | ВХЛ                 | 25               | 12               | 0                | 3                | 3                | +1               | 10               | 16       | 1        | 4        | 5        | +7       | 6        | 28    | 1     | 7     | 8     | +8    |
| 2014/15             | Сарыарка (А)        | ВХЛ                 | 25               | 47               | 8                | 10               | 18               | +19              | 52               | 17       | 3        | 7        | 10       | +3       | 14       | 64    | 11    | 17    | 28    | +22   |
| 2015/16             | Металлург Нк        | КХЛ                 | 25               | 15               | 0                | 1                | 1                | -7               | 4                | -        | -        | -        | -        | -        | -        | 15    | 0     | 1     | 1     | -7    |
| 2015/16             | Автомобилист        | КХЛ                 | 50               | 6                | 0                | 0                | 0                | -1               | 0                | 0        | 0        | 0        | 0        | 0        | 0        | 6     | 0     | 0     | 0     | -1    |
| 2016/17             | Сарыарка            | ВХЛ                 | 25               | 46               | 2                | 12               | 14               | +12              | 48               | 11       | 0        | 5        | 5        | +2       | 4        | 57    | 2     | 17    | 19    | +14   |
| 2017/18             | Сарыарка            | ВХЛ                 | 25               | 51               | 7                | 20               | 27               | +16              | 66               | 7        | 1        | 2        | 3        | +2       | 2        | 58    | 8     | 22    | 30    | +18   |
| 2018/19             | Сарыарка (А)        | ВХЛ                 | 25               | 8                | 0                | 2                | 2                | +1               | 4                | -        | -        | -        | -        | -        | -        | 8     | 0     | 2     | 2     | +1    |
| 2018/19             | Торпедо (А)         | ВХЛ                 | 75               | 32               | 5                | 11               | 16               | +1               | 14               | -        | -        | -        | -        | -        | -        | 32    | 5     | 11    | 16    | +1    |
| 2019/20             | Торпедо             | ВХЛ                 | 25               | 18               | 0                | 6                | 6                | +4               | 10               | 0        | 0        | 0        | 0        | 0        | 0        | 18    | 0     | 6     | 6     | +4    |
| 2019/20             | Алтай Торпедо (А)   | ОЧРК                | 8                | 16               | 0                | 4                | 4                | -4               | 31               | 1        | 0        | 0        | 0        | +1       | 0        | 17    | 0     | 4     | 4     | -3    |
| 2020/21             | ХК Рязань           | ВХЛ                 | -                | -                | -                | -                | -                | -                | -                | -        | -        | -        | -        | -        | -        | -     | -     | -     | -     | -     |
| Всего в Первой лиге | Всего в Первой лиге | Всего в Первой лиге |                  | 103              | 8                | 28               | 36               | +7               | 126              | 7        | 0        | 2        | 2        | +4       | 4        | 110   | 8     | 30    | 38    | +11   |
| Всего в МХЛ         | Всего в МХЛ         | Всего в МХЛ         |                  | 66               | 5                | 26               | 31               | +5               | 66               | 3        | 2        | 0        | 2        | -3       | 0        | 69    | 7     | 26    | 33    | +2    |
| Всего в ОЧРК        | Всего в ОЧРК        | Всего в ОЧРК        |                  | 16               | 0                | 4                | 4                | -4               | 31               | 1        | 0        | 0        | 0        | +1       | 0        | 17    | 0     | 4     | 4     | -3    |
| Всего в ВХЛ         | Всего в ВХЛ         | Всего в ВХЛ         |                  | 344              | 49               | 103              | 152              | +60              | 442              | 51       | 5        | 18       | 23       | +14      | 26       | 395   | 54    | 121   | 175   | +74   |
| Всего в КХЛ         | Всего в КХЛ         | Всего в КХЛ         |                  | 48               | 0                | 1                | 1                | -7               | 10               | 0        | 0        | 0        | 0        | 0        | 0        | 48    | 0     | 1     | 1     | -7    |
| Всего в карьере     | Всего в карьере     | Всего в карьере     |                  | 577              | 62               | 164              | 226              | +61              | 576              | 61       | 7        | 20       | 27       | +16      | 30       | 637   | 69    | 183   | 252   | +77   |

* № — номер игрока в команде
* И — количество игр
* Г — голы
* П — голевые передачи
* О — результативные очки
* +/- — показатель полезности
* Ш — штрафные минуты

## Образование
Учился в медицинском институте (Первом МГМУ им. И. М. Сеченова) с 2005 по 2012 год. В 2013 году закончил интернатуру. С 2014 по 2017 год Илья Антоновский учился в магистратуре РГУФКСМиТ(ГЦОЛИФК) и стал на кафедре хоккея имени А. В. Тарасова первым, кто защитил научно-исследовательскую диссертацию и получил звание магистр.

## Семья
Женат, трое сыновей — Даниил, Артём, Филипп.
Отец — бывший конькобежец, врач, предприниматель, спортивный судья и тренер по конькобежному спорту.
Дядька — муж тетки: Дениса Юскова.